# Kirche Großpürschütz

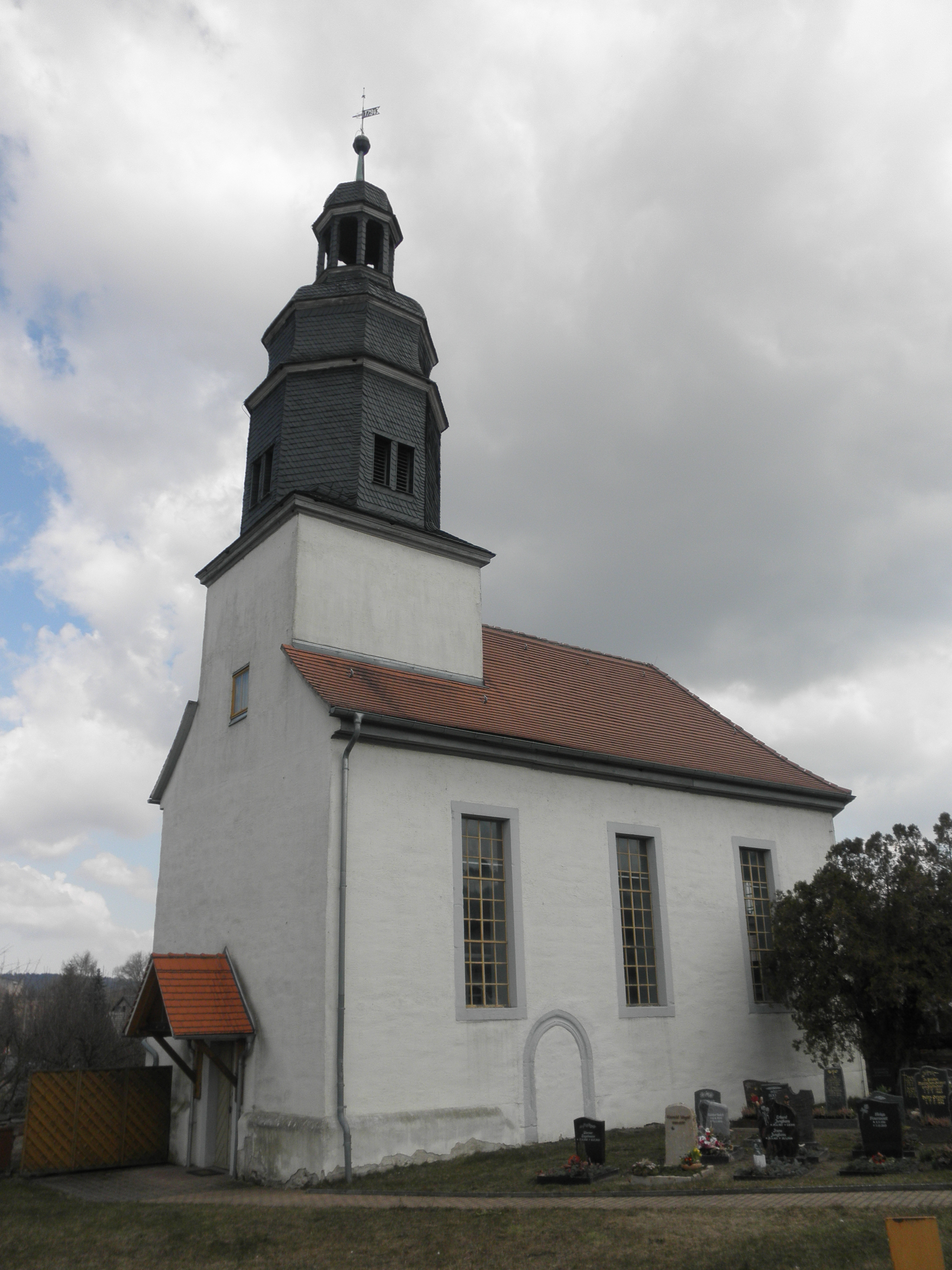
Kirche Großpürschütz

Die evangelisch-lutherische Dorfkirche Großpürschütz steht in Großpürschütz, einer Gemeinde im Süden des Saale-Holzland-Kreises in Thüringen. Die Kirchengemeinde Großpürschütz gehört zur Pfarrbereich Kahla im Kirchenkreis Eisenberg der Evangelischen Kirche in Mitteldeutschland.

## Beschreibung
Die Saalkirche hat einen polygonalen Abschluss im Osten und einen Dachturm mit Portal im Westen. Der aus dem 13. Jahrhundert stammende gotische Bau wurde im 18. und 19. Jahrhundert umgestaltet und in den 1990er Jahren restauriert. An der Südseite befindet sich ein zugemauertes spätgotisches Portal. Die hochrechteckigen Fenster sind nachmittelalterlich. Der hohe Dachturm mit quadratischem Unter- und achteckigem Obergeschoss hat eine geschweifte schiefergedeckte Haube, auf der eine Laterne sitzt, die von einer Turmkugel gekrönt wird, auf deren Wetterfahne die Bezeichnung 1724 steht.
Der Innenraum hat an zwei Seiten Emporen, im Norden sind sie zweigeschossig. Das Polygon wurde 1821 durch eine Holzwand mit aufgeblendeten Maßwerkbögen als Sakristei abgetrennt.
Aus dem 13. Jahrhundert stammen auch die im Original erhaltenen Fresken auf der nördlichen Innenwand der Kirche. Die Wandmalereien und die erhaltenen Stützbalken reichen nur bis zur Mitte des Kirchenschiffes und vermitteln ein Bild von der ursprünglichen Größe der Kirche. Von 1724 bis 1729 wurde die Kirche um den Chor zu ihrer heutigen Größe mit drei Achsen erweitert. Die heute noch sichtbare Farbgestaltung des Kircheninnenraums mit Altar und Kanzel erfolgte 1867. Hinter dem Altar befindet sich in einer Wandnische der Schrein für die Sakramente und das bischöflichem Weihekreuz. In der Außenwand ist eine spitzbogige Blende mit vertieftem Kreuz zu finden.
Die Orgel mit 10 Registern, verteilt auf ein Manual und ein Pedal, wurde 1867 von der Daniel Adolf Poppe erbaut und 2009 umfassend restauriert.
Von 1870 bis 1917 hatte die Kirche zwei Glocken. Die große Glocke trug ein Relief mit dem Kopf Schillers und die Inschrift „Gott allein zur Ehre“. 1917 wurde sie für Rüstungszwecke eingeschmolzen. Die kleine Glocke mit der Inschrift „Gott segne Großpürschütz“ läutete seither alleine, bis im Mai 2012 eine neue, 250 kg schwere Glocke geweiht wurde. Diese wurde in der Glockengießerei Maria Laach gegossen und trägt die Inschrift „Gott allein die Ehre“.